# Echinopericlimenes dentidactylus
Echinopericlimenes dentidactylus is een garnalensoort uit de familie van de Palaemonidae. De wetenschappelijke naam van de soort is voor het eerst geldig gepubliceerd in 1984 door Bruce als Periclimenes dentidactylus.